# Herb gminy Sułoszowa
Herb gminy Sułoszowa – symbol gminy Sułoszowa, ustanowiony 3 grudnia 1998.

## Wygląd i symbolika
Herb przedstawia na tarczy w polu błękitnym srebrny zamek (nawiązanie do zamku Pieskowa Skała) ze złotą podniesioną broną, a nad nim czerwoną tarczę herbową z wizerunkiem Orła Białego. 